# Reinaldo III d'Este
Reinaldo III d'Este o de Mòdena (Mòdena, Ducat de Mòdena, 25 d'abril de 1655 - íd. 1737) fou un membre de la Casa d'Este que després d'esdevenir cardenal de l'Església Catòlica i, posteriorment, duc de Mòdena entre 1694 i 1737.

## Família
Era el fill petit del duc Francesc I d'Este i la seva tercera esposa, Lucrècia Barberini. Per línia paterna fou net del també duc Alfons III d'Este i Elisabet de Savoia, i germà per part de pare del duc Alfons IV d'Este, i de les princeses Isabel i Maria d'Este. Es casà l'11 de febrer de 1696 a la ciutat de Mòdena amb Carlota Felicitat de Brunsvic-Lüneburg, filla de Joan Frederic de Brunsvic-Lüneburg i Benedicta de Simmern. D'aquesta unió nasqueren:
- Beneta Maria d'Este (1697 - 1777)
- Francesc III d'Este (1698 - 1780), duc de Mòdena, casat amb Carlota d'Orleans (1700 - 1761)
- Amàlia Josefina d'Este (1699 - 1778)
- Joan Frederic d'Este (1700 - 1727)
- Enriqueta d'Este (1702 - 1777), casada el 1728 amb Antoni I de Parma i el 1740 amb Leopold de Hesse-Darmstadt
- Climent d'Este (1708-?)

## Vida religiosa
Orientat des de ben jove a la vida religiosa, el 1685 arribà a ser nomenat cardenal pel papa Innocenci XI, si bé abandonà aquesta carrera el 1695 poc després de ser nomenat duc de Mòdena.

## Ascens al poder
Membre de l'Orde del Toisó d'Or, el 1694, a la mort del seu nebot Francesc II d'Este sense descendents, fou nomenat duc de Mòdena, motiu pel qual abandonà la seva carrera religiosa.
En esclatar la Guerra de Successió espanyola es declarà neutral, però això no va impedir que les tropes franceses capturessin el ducat. Reinaldo es va veure obligat a fugir a Bolonya, aconseguint recuperar el poder efectiu del seu ducat el 1707 gràcies al suport de les tropes del Sacre Imperi Romanogermànic, al qual afegí la ciutat de Mirandola perdent, però, Comacchio.
Intentà aconseguí un pacte amb el Regne de França, concretant el matrimoni del seu fill Francesc amb Carlota d'Orleans, filla al seu torn de Felip III d'Orleans. Així mateix intentà aconseguir en propietat el ducat de Parma mitjançant el matrimoni de la seva filla Enriqueta amb Antoni I de Parma, si bé la mort sense descendència dels dos comportà l'ascens al ducat de la Dinastia Borbó mitjançant el nomenament de Carles I de Parma.
El 1733, a l'inici de la Guerra de Successió polonesa, tot i considerar-se neutral tornà a patí l'atac de les tropes franceses, refugiant-se altre cop a Bolonya. La pau signada el 1736 li permeté recuperar el poder i obtenir les poblacions de Novellara i Bagnolo als seus dominis.